# Cryptops kempi
Cryptops kempi är en mångfotingart som beskrevs av Filippo Silvestri 1924. Cryptops kempi ingår i släktet Cryptops och familjen Cryptopidae. Inga underarter finns listade i Catalogue of Life.